# 文盤縣 (交阯)
文盤縣，是明代交阯承宣布政使司下轄的一個縣，治所可能在今越南安沛省文盤縣。

## 沿革
- 永樂五年（1407年）六月癸未置，屬歸化直隸州領[3][4][5][6][7]。
- 永樂八年秋七月己卯，設文盤縣之忙椀馬驛、文盤縣稅課局[8]。
- 永樂十三年八月丁亥，革文盤縣稅課局[9]。
- 永樂十七年夏四月壬午，改交阯文振縣之甘棠驛隸文盤縣[10]。